# Идштајн
Идштајн (њем. Idstein) град је у њемачкој савезној држави Хесен. Једно је од 17 општинских средишта округа Рајнгау-Таунус. Према процјени из 2010. у граду је живјело 23.012 становника. Посједује регионалну шифру (AGS) 6439008.

## Географски и демографски подаци
Идштајн се налази у савезној држави Хесен у округу Рајнгау-Таунус. Град се налази на надморској висини од 260–517 m. Површина општине износи 79,7 km². У самом граду је, према процјени из 2010. године, живјело 23.012 становника. Просјечна густина становништва износи 289 становника/km².

## Међународна сарадња
| Мјесто     | Држава    | Врста сарадње | Од    |
| ---------- | --------- | ------------- | ----- |
| Нојкирхен  | Аустрија  | партнерство   | 1981. |
| Лана       | Италија   | партнерство   | 1988. |
| Звајндрехт | Белгија   | партнерство   | 1970. |
| Силе       | Турска    | контакт       | 2005. |
| Углич      | Русија    | партнерство   | 1995. |
| Влејмен    | Холандија | партнерство   | 1972. |
| Извор      |           |               |       |